# Kevin Rüegg
Kevin Rüegg (* 5. August 1998 in Uster) ist ein schweizerisch-kamerunischer Fussballspieler.

## Vereine

### Jugend
Kevin Rüegg, dessen Mutter Kamerunerin und sein Vater Schweizer ist, versuchte sich im Alter von sechs Jahren zuerst mit dem Handball spielen. Bei seinem ersten Training wurde er jedoch gleich wieder nach Hause geschickt, weil er seine Turnschuhe noch nicht selber binden konnte. Daraufhin wurde er von seinem Vater ins Training des FC Greifensee gebracht, wo er seiner eigentlichen Leidenschaft, dem Fussball spielen, nun nachgehen konnte. Mit 10 Jahren spielte Rüegg mit den D-Junioren gegen den Grasshopper Club Zürich. Dabei wurde er von den Scouts des FC Zürich als einer der Besten auf dem Platz entdeckt und gaben ihm die Chance auf ein Probetraining. Daraufhin wechselte Rüegg 2008 in die U-11 des FC Zürich, wo er direkt einen Stammplatz erhielt.
In der Jugendabteilung durchlief er alle Stufen, erlebte Höhen und Tiefen, und erhielt schon bald ein Aufgebot für die Jugend-Nationalmannschaft der Schweiz. Mit 15 Jahren zieht er zu einer Gastfamilie nach Luzern, um fortan das SFV-Ausbildungszentrum in Emmen, eine Einrichtung des schweizerischen Fussballverbandes, zu besuchen. Gleichzeitig besuchte er die Sekundarschule und trainierte täglich Fussball. Schon bald schaffte er es in die U-21 des FC Zürich und gab am 12. Oktober 2014 sein Debüt gegen den SC Brühl St. Gallen. In der Saison 2016/17 wurde er dann zum festen Bestandteil der zweiten Mannschaft und kam zu 16 Einsätzen in der Promotion League.

### FC Zürich
Im Februar 2017 wurde Rüegg zum erweiterten Kader der ersten Mannschaft berufen, kam jedoch während den ersten zwei Aufgeboten zu keinem Einsatz. Bei seinem dritten Aufgebot am 26. Februar 2017, beim Auswärtsspiel gegen den FC Wohlen (22. Spieltag), gab er schliesslich sein Debüt. Beim 4:1-Sieg spielte Rüegg im defensiven Mittelfeld während 90 Minuten durch. Bis zum Ende der Saison kam er auf insgesamt 9 Einsätze in der Challenge League und stieg mit seiner Mannschaft wieder in die Super League auf.
Am 2. Juni 2017 unterzeichnete Rüegg seinen ersten Profivertrag beim FC Zürich, mit einer Gültigkeit bis zum Sommer 2020.

### Wechsel ins Ausland
Im September 2020 wechselte er nach Italien zu Hellas Verona. Dort kam er nur sporadisch zum Einsatz, weshalb er im Februar 2022 bis Saisonende an den FC Lugano ausgeliehen wurde. Auf die Saison 2022/23 hin wechselte Rüegg zum BSC Young Boys. Mitte 2023 kehrte er zu Hella Verona zurück. Im Sommer 2023 folgte die Leihe mit Kaufoption zum FC Basel.

## Nationalmannschaft
Kevin Rüegg durchlief verschiedene Stufen der Junioren-Nationalmannschaft der Schweiz. Aktuell ist er Nationalspieler der Schweizer U-21-Nationalmannschaft. Sein Debüt gab er am 5. September 2017 beim Qualifikationsspiel für die U-21-Fußball-Europameisterschaft 2019 gegen die rumänische Juniorenauswahl.

## Titel und Erfolge
FC Zürich
- Meister der Challenge League: 2017
- Schweizer Cupsieger: 2018

FC Lugano
- Schweizer Cupsieger: 2022

BSC Young Boys
- Schweizer Meister 2023

FC Lugano
- Schweizer Cupsieger: 2022